# Дідебулі
Дідебу́лі — в середньовічній Грузії феодал що отримав «дідеба», тобто даровану місцевим правителем феодалові посада і пов'язане з нею земельне володіння, підкріплене імунітетним правом. Зазвичай дідебулі прагнули перетворити цю посаду і земельні володіння на спадкову власність.

## Джерело
- http://www.vostlit.narod.ru/Texts/rus5/Eristav/primtext.htm [Архівовано 18 вересня 2004 у Wayback Machine.]